# Rhodnius prolixus
Rhodnius prolixus — кровососущий триатомовый клоп, обитающий в Южной и Центральной Америке. Тяготеет к пальмам, питается на множестве животных от птиц до ленивцев и грызунов. Известен среди прочего тем, что на примере укушенных им животных (опоссума и обезьянки-саймири) был впервые показан перенос генов между ним и позвоночными организмами. Переносит болезнь Шагаса, являясь одним из важнейших её переносчиков. За привычку кусать жертву в зоне около рта прозван целующимся клопом. В 1859 году его описал Карл Столь.

## Образ жизни
Обитает в местностях на высотах 500—1500 м над уровнем моря. Предпочитает температурные условия 16—28 С.

## Переносчик заболеваний
Возбудителем болезни Шагаса является микроорганизм Trypanosoma cruzi. Клоп выделяет их вместе со своими фекалиями, которые оставляет в укусе после сосания крови. Жертва (человек) расчёсывает ранку и паразит проникает в неё. Также возможно заражение через переливание контаминированной крови или поглощение заражённой пищи.